# Elfridia bulbidens
Elfridia bulbidens és una espècie extinta d'amfibi que visqué durant l'estatge faunístic Westfalià (Carbonífer superior).